# Ludo Kools
Ludo Kools (Hoogerheide, 6 mei 1967) is een Nederlandse biljarter, die gespecialiseerd is in het driebanden.

## Biografie

### Jeugd
Hij begon zijn carrière als libre-speler en ging al vrij jeugdig over op het driebanden waar hij in 1992 mee stopte om zich volledig te richten op het klassieke ankerkader.

### Carrière
In 2014 pakte de West-Brabander, na een pauze van ruim 20 jaar, het driebanden weer op. De eerste jaren daarvan speelde hij in teamverband in de nationale eerste en tweede divisie. In 2019 behaalde hij de kwartfinales op het Grand Prix toernooi driebanden in Rosmalen en sinds 2020 komt hij uit in de Nederlandse eredivisie driebanden teams voor het Sprundelse Aartsbouw. In 2021 behaalde hij zijn beste prestatie door het behalen van de eerste plaats op het Nederlands kampioenschap driebanden in Berlicum.